# Banc d'essai de moteur-fusée

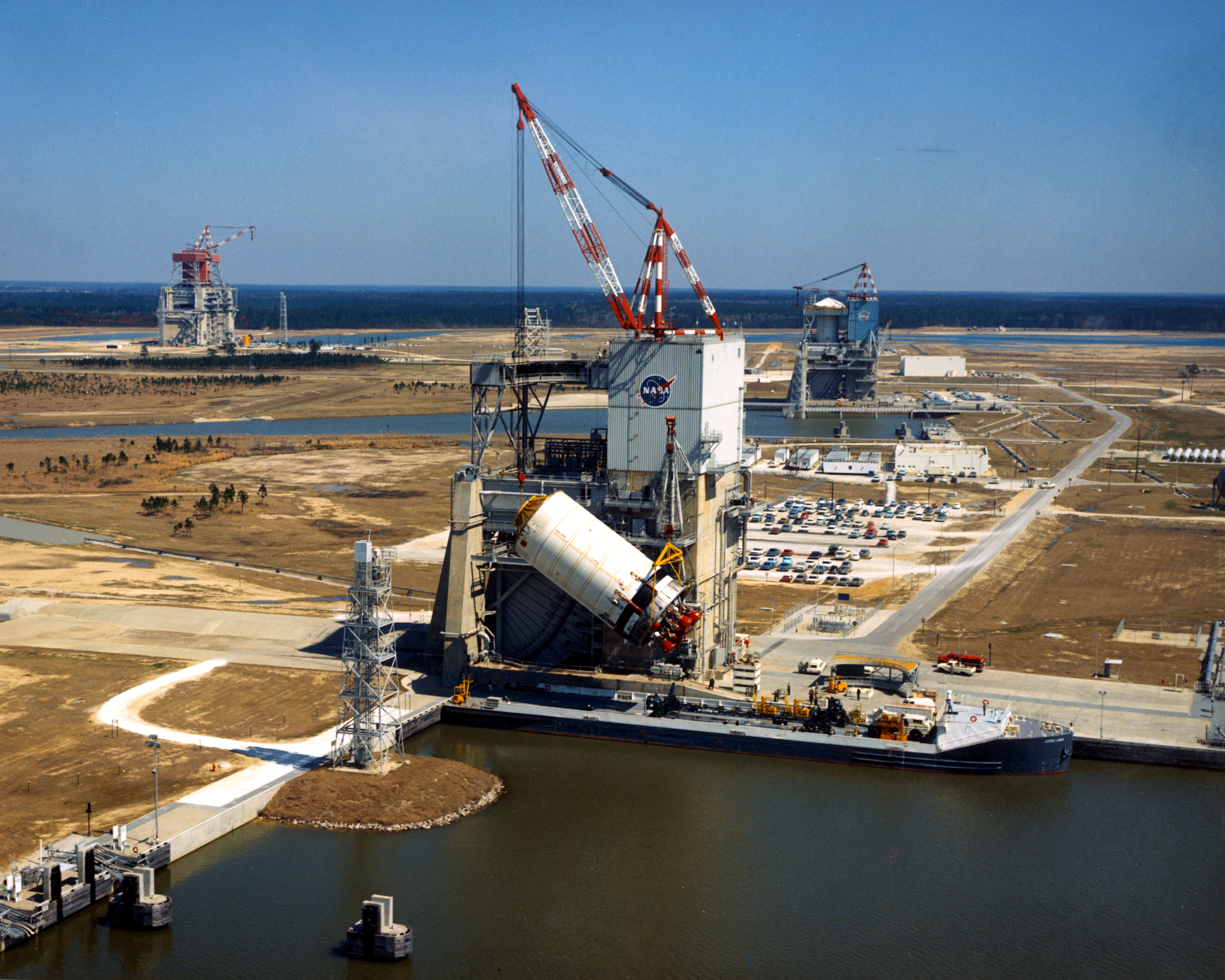
Les bancs d'essai du centre John C. Stennis de la NASA ont été utilisés pour tester le 2e étage de la fusée Saturn V.

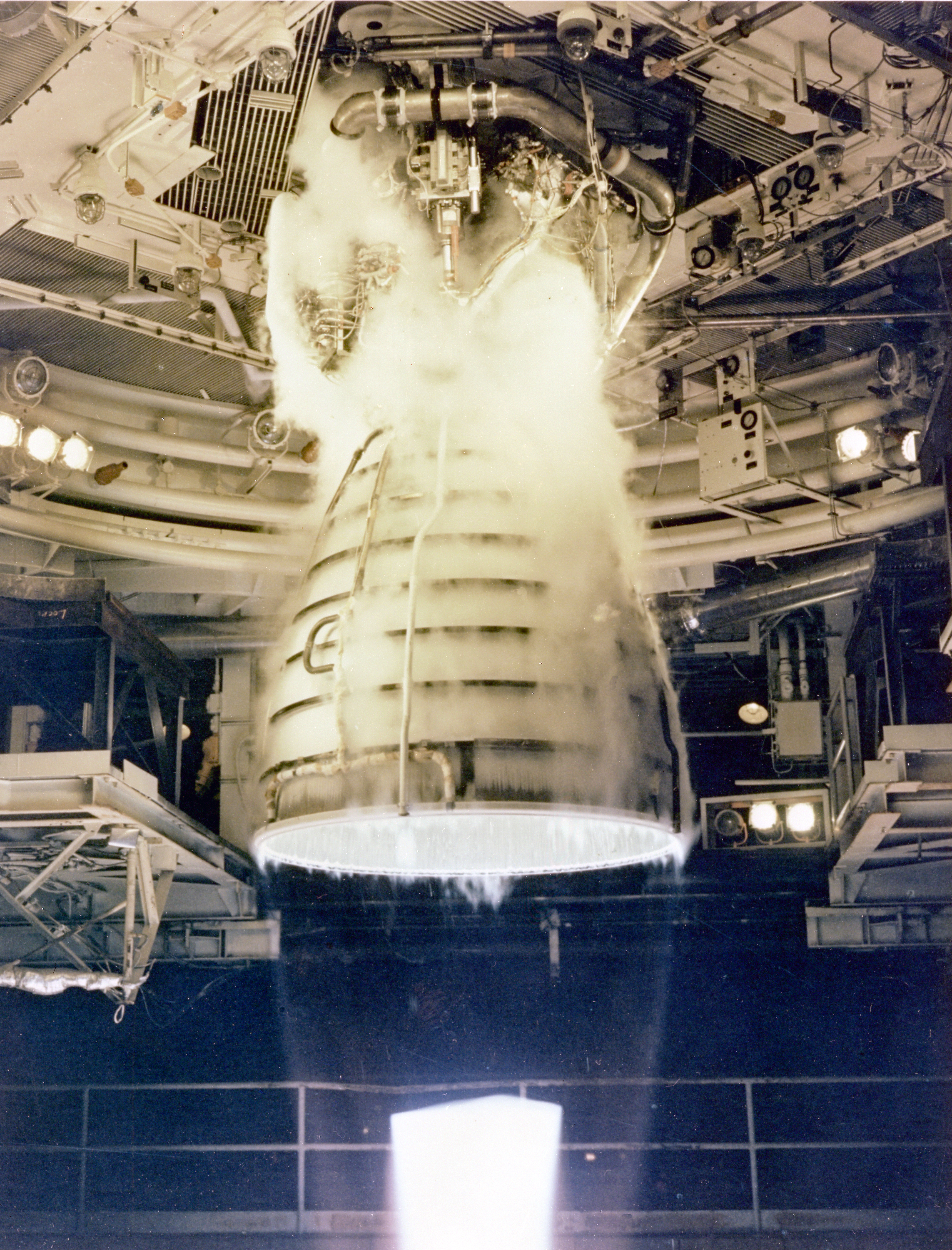
Test d'un moteur SSME de la navette spatiale américaine.

Un banc d'essai de moteur-fusée est une installation permettant de tester le fonctionnement et de qualifier un moteur-fusée. Le banc d'essai est utilisé durant la phase de développement : il permet de vérifier le fonctionnement du moteur-fusée dans des conditions proches de la réalité et sur une plage de durée incluant une marge par rapport aux conditions réelles d'utilisation. Les tests sont répétés pour s'assurer que le niveau de fiabilité requis est atteint. Différentes situations sont évaluées (inclinaison, plusieurs séquences d'allumage/extinction ; mise à feu conjointe avec les autres moteurs-fusées propulsant l'étage). Si le moteur-fusée est déjà qualifié, les modèles de série sont éventuellement testés sur le banc d'essais avant d'être montés sur le lanceur.
Les bancs d'essai comprennent un bâti qui supporte le ou les moteurs à tester et qui doit être conçu pour résister à la poussée de ceux-ci, un déflecteur de jet pour canaliser et atténuer l'impact des gaz expulsés, éventuellement des cloisons en béton permettant de limiter les dégâts en cas de défaillance du moteur, des réservoirs à faible proximité pour alimenter le moteur, une batterie d'instruments de mesure qui relèvent les paramètres de fonctionnement. Ces derniers sont enregistrés et analysés depuis un centre de contrôle situé à distance de sécurité.
Il y a deux grands types de bancs d'essai : ceux qui reproduisent le fonctionnement à une altitude correspondant au niveau de la mer et ceux qui permettent de tester le fonctionnement à haute altitude. Ces derniers comportent une enceinte dans lequel un vide partiel est maintenu durant le fonctionnement du moteur. Le moteur est généralement testé en position verticale mais il peut l'être également en position inclinée ou couchée (moteur à propulsion solide).
Les bancs d'essai peuvent être de différentes tailles pour répondre à la puissance des moteurs testés. La nature des ergols (cryogénique, corrosifs) ou le type de moteur (moteur ionique…) peuvent nécessiter des installations dédiées. Des installations de taille plus réduite sont utilisées pour tester des sous-composants (turbopompe).
Les bancs d'essai sont des installations qui génèrent de fortes nuisances sonores et qui sont potentiellement dangereuses (puissance des moteurs, caractère explosif ou toxique des ergols utilisés). Ils sont donc situés dans des zones isolées éloignées de toute habitation.

## Installations existantes

### Europe
- Site du groupe Safran (constructeur des propulseurs des fusées Ariane): la SNECMA à Vernon (France) : tests des moteurs à ergols liquides de la fusée Ariane 5.
- Site du Centre d’achèvement et d’essais des propulseurs et engins, filiale de la DGA, à Saint-Médard-en-Jalles en France, spécialisé dans le domaine des essais au sol des propulseurs à propergol solide (missiles balistiques, propulseur de la fusée Ariane 5, autres missiles).
- Institut de propulsion spatiale (Deutsches Zentrum für Luft- und Raumfahrt) Lampoldshausen (Allemagne) : tests des moteurs de la fusée Ariane V et de petits moteurs embarqués sur les satellites.
- NII-229 (NIIKhIMMash) - Zagorsk, Oblast de Moscou, Russie.

### États-Unis

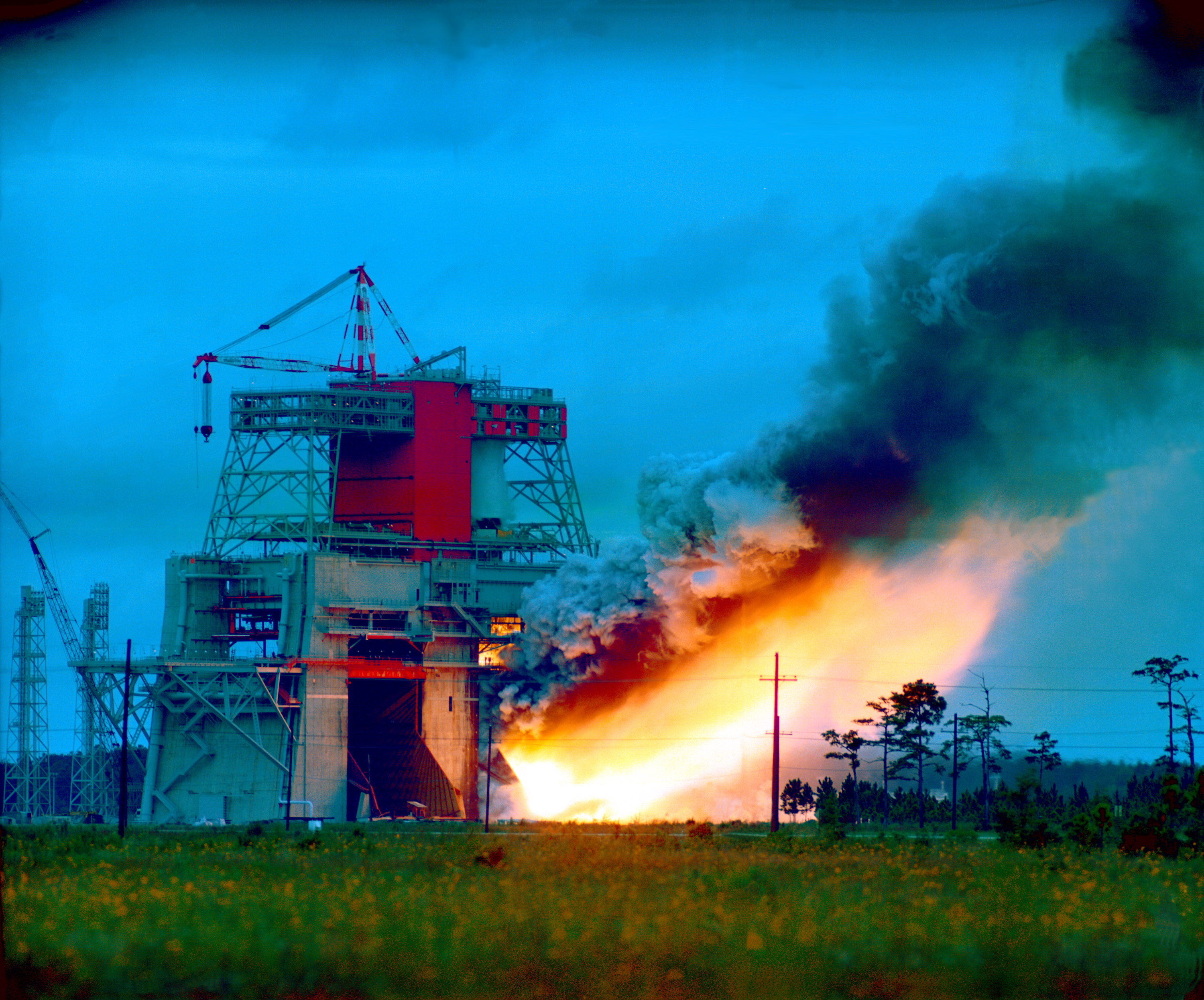
Essai au John C. Stennis Space Center du premier étage de la fusée Saturn V.

- Rocketdyne Santa Susana Field Laboratory
- New Mexico Tech Energetic Materials and Testing Research Center[1]
- Pratt & Whitney Space Propulsion test facility[2]
- NASA
  - Rocket Engine Test Facility (en)
  - Marshall Space Flight Center[3]
  - Plum Brook Station[4]
  - White Sands Test Facility (WSTF)[5]
  - John C. Stennis Space Center[6]
- Armée de l'Air
  - Arnold Engineering Development Complex[7]
  - Edwards AFB, CA[8]

### Amérique du Sud
- Site du  centre spatial de Kourou (Guyane française) : banc d'essai des étages d'accélération à poudre (BEAP)

### Asie
- Liquid Propulsion Systems Centre (en) à Kerala  (Inde)